# Lorenzo Bini Smaghi
Lorenzo Bini Smaghi (Florencia, 29 de noviembre de 1956) es un economista italiano que actualmente es presidente de Société Générale, una empresa multinacional francesa de servicios bancarios y financieros.

## Biografía
Es profesor visitante en el Centro Weatherhead de Asuntos Internacionales de la Universidad de Harvard y Senior Research Fellow en el Istituto Affari Internazionali en Roma. Ha sido Miembro del Comité Ejecutivo del Banco Central Europeo desde junio de 2005 a noviembre de 2011. En el comité Ejecutivo del BCE fue el responsable de relaciones internacionales y Europeas y por el departamento legal del Banco y de su administración, incluyendo la construcción de una nueva sede del BCE en Fráncfort del Meno.
Lorenzo Bini Smaghi se crio en Bruselas (Bélgica), aprendiendo de pequeño varios idiomas. En 1974 se graduó en el Liceo Francés de Bruselas. En 1978 se graduó en Economía en la Universidad Católica de Lovaina (Bélgica). Becado por la Programa Fulbright, en 1980 recibió una maestría en Economía por la Universidad del Sur de California; y se doctoró por la Universidad de Chicago en 1988.
Antes de unirse al BCE, fue director general de Relaciones Financieras Internacionales del Ministerio de Economía y Finanzas italiano. Sus anteriores cargos incluyen: director general Adjunto de la Investigación del BCE, Jefe de la División de Políticas del Instituto Monetario Europeo (Fráncfort del Meno) y Jefe de la División de Tipos de Cambio y Comercio Internacional, dentro del Departamento de Investigación de la Banca d'Italia (Roma). Ha publicado extensamente sobre política monetaria y economía internacional. Renunció a su cargo en el BCE en noviembre de 2011.
De 2006 a 2016 fue presidente de la Fondazione Palazzo Strozzi, una institución mixta público-privada que promueve iniciativas culturales en Florencia.
Está casado y tiene dos hijos.
En enero de 2015 es nombrado presidente del banco francés Société Générale.

## Publicaciones
Autor de varios artículos y libros sobre asuntos monetarios y financieros tanto internacionales como europeos.
- La tentazione di andarsene. Fuori dall’Europa c’è un futuro per l’Italia?, Il Mulino Ed., Bologna, 2017. (en italiano)
- 33 false verità sull’Europa, Il Mulino Ed., Bologna, 2014. (en italiano)
- Austerity, European Democracies against the wall, CEPS, Bruselas, 2013. (en inglés)
- Morire di Austerità, Democrazie europee con le spalle al muro, Il Mulino Bologna, 2013. (en italiano)
- Il paradosso dell'euro. Luci e ombre dieci anni dopo, Rizzoli, Milán 2008. (en italiano)
- L’Euro, Il Mulino, Bologna, 1998 (3.ª ed.: 2001). (en italiano)
- Open Issues in European Central Banking, Macmillan, Londres, 2000 (con Daniel Gros) (en inglés)
- Chi ci salva dalla prossima crisi finanziaria?, Il Mulino, Bolonia, 2000. (en italiano)